# Amphineurus spectabilis
Amphineurus spectabilis är en tvåvingeart som beskrevs av Günther Theischinger 1996. Amphineurus spectabilis ingår i släktet Amphineurus och familjen småharkrankar. Inga underarter finns listade i Catalogue of Life.